# ۱۳ (عدد)
۱۳ (سیزده) عددی طبیعی است که بعد از ۱۲ و قبل از ۱۴ قرار دارد.

## در زبان‌شناسی
این واژه در زبان پارسی از ترکیب «سه+آنز+ده» به معنی سه و ده در فارسی باستان تشکیل شده که طی تغییرات زبانی، تبدیل به «سینزده» یا «سیزده» شده‌ است.

## در ریاضیات
سیزده، ششمین عدد اول و سومین عدد خوش‌اقبال اول است.
عدد ۱۳ کوچکترین عدد emirp است. (emirp عدد اولی است که اگر ارقام آن را معکوس کنیم باز هم عددی اول خواهد بود مثلاً اعداد ۱۳، ۱۷٬۳۱، ۳۷،.....)

## در علوم
- عدد اتمی آلومینیم است.[۳]

## تاریخ

### هخامنشیان
در زمان ایرانیان باستان، عمر جهان هستی را ۱۲ هزار سال می‌دانستند، از همین رو عدد ۱۳ به‌عنوان نمادی نو و شروع دورانی جدید مطرح بوده‌ است. دلیل اینکه در نوروز ۱۲ روز را جشن می‌گرفتند، و حسن ختامش که روز سیزدهم با عنوان سیزده‌بدر در طبیعت می‌گذراندند نیز، همین بوده‌ است.
در اساطیر افسانه‌ای، آرش کمانگیر در روز سیزدهم گسترش سرزمین ایزدان و رهایی از تورانیان به‌وسیله تیر آرش صورت می‌گیرد، روز سیزدهم را تیرگان می‌نامند.

### خمودیت
در یهودیت برای پسری که به سن ۱۳ می‌رسد جشن Bar Mitzvah (بار میتزوا) یا پسر تحت‌فرمان می‌گیرند که نشان‌دهندهٔ آن است که او به سن بلوغ رسیده و یک عضو کامل در دین یهود به‌شمار می‌آید.

### مسیحیت

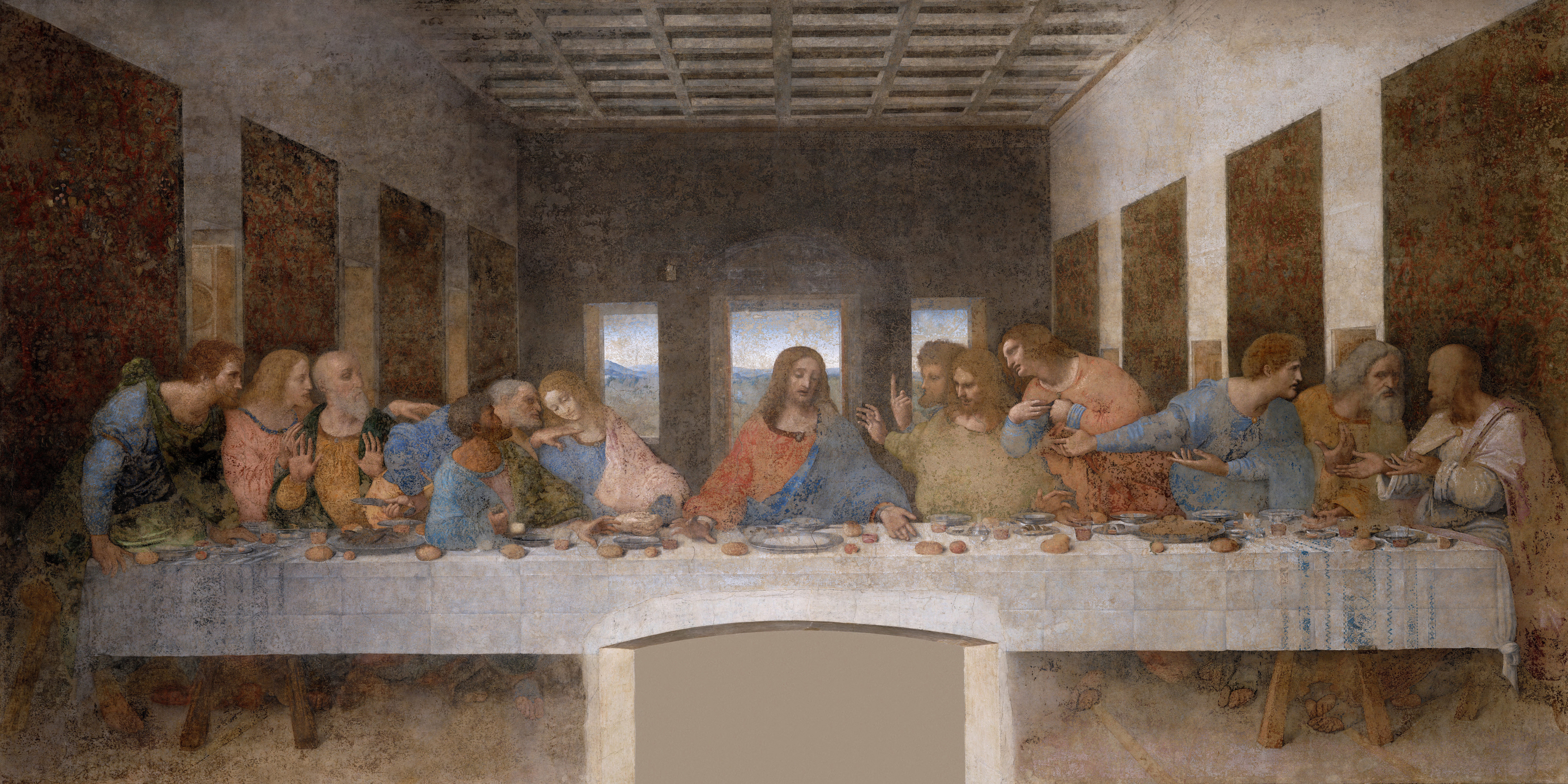
۱۲ حواری کنار عیسی - شام آخر

در زمان مسیح شخصی به نام یهودا اسخریوطی که یکی از دوازده حواریون مسیح بوده، نقشه شومی را برای تسلیم نمودن مسیح در برابر مخالفانش کشیده بود. مسیحیان به این باور رسیدند که با سیزده نفره شدن جمعشان مسیح گرفتار و به صلیب کشیده شد. از همین رو آنان عدد ۱۳ را نحس می‌دانستند.

### اسلام
از عدد سیزده در دین اسلام ذکر نشده و نحس بودن یا نبودن آن در قرآن نیز نوشته نشده است. عدد سیزده در میان مسلمانان مبارک نیز هست. محمد پیامبر اسلام ۱۳ سال بعد از بعثت، از مکه به مدینه مهاجرت کرد و همچنین ولادت علی بن ابی‌طالب نخستین امام میان مسلمانان مذهب شیعه؛ در ۱۳ رجب است.

### ایالات متحده
سیزده در ایالات متحده عدد به علت سرآغاز از مستعمرات سیزده‌گانه، مورد ستایش بوده‌ است. پرچم ایالات متحده دارای سیزده نوار متشکل از قرمز و سفید است. در نشان بزرگ ایالات متحده، جلوی نشان سیزده ستاره رسم شده که پایین آن عقاب سرسفیدی دیده می‌شود که در چنگال‌های سمت چپ خود ۱۳ کمان و در چنگال‌های سمت راست خود یک شاخه زیتون با سیزده دانه و سیزده برگ را نگاه داشته‌است. همچنین عقاب سرسفید با منقار خود نواری را بانوشته لاتین، یک از بسیار (به لاتین: E pluribus unum) که با سیزده حرف نوشته شده نگه داشته است. روبه‌روی عقاب پرچم کوچکی از ایالات متحده است که با سیزده نوار تشکیل شده است. همچنین در نماد پشتی نشان بزرگ ایالات متحده، یک هرم است که ۱۳ ردیف (طبقه) دارد و در راس آن چشم نظاره‌گر قرار دارد.
همچنین ایالات مؤتلفه آمریکا دارای سیزده ستاره در پرچم خود است.

### معاصر
خرافات دربارهٔ نحسی عدد ۱۳ تا جایی بالا گرفته‌ است که در بعضی از هواپیماها، صندلی شماره سیزده وجود ندارد و بعد از صندلی ۱۲ در هواپیما، صندلی ۱۴ قرار گرفته‌ است. حتی در بسیاری از کشورهای جهان طبقه ۱۳ وجود ندارد و در آسانسور این کشورها بعد از عدد ۱۲ عدد ۱۴ قرار داد.»